# واثق ناجی
واثق ناجی (عربی: واثق ناجي؛ ۱ ژوئیهٔ ۱۹۴۰ – ۲۰ نوامبر ۲۰۱۴) یک بازیکن فوتبال اهل عراق بود.